# Arnold von Hiltensweiler

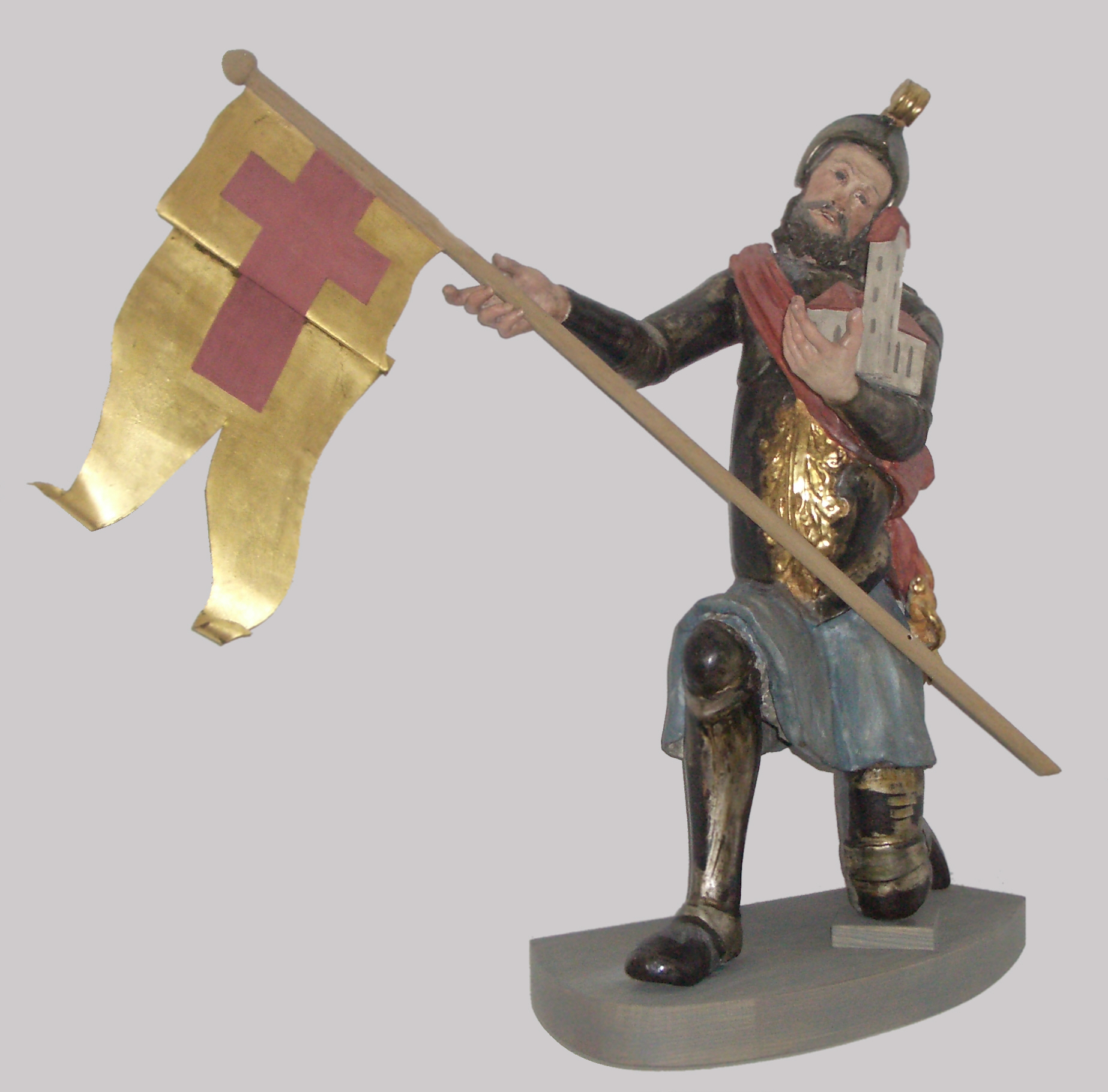
Darstellung des Ritters Arnold in der Pfarrkirche Hiltensweiler

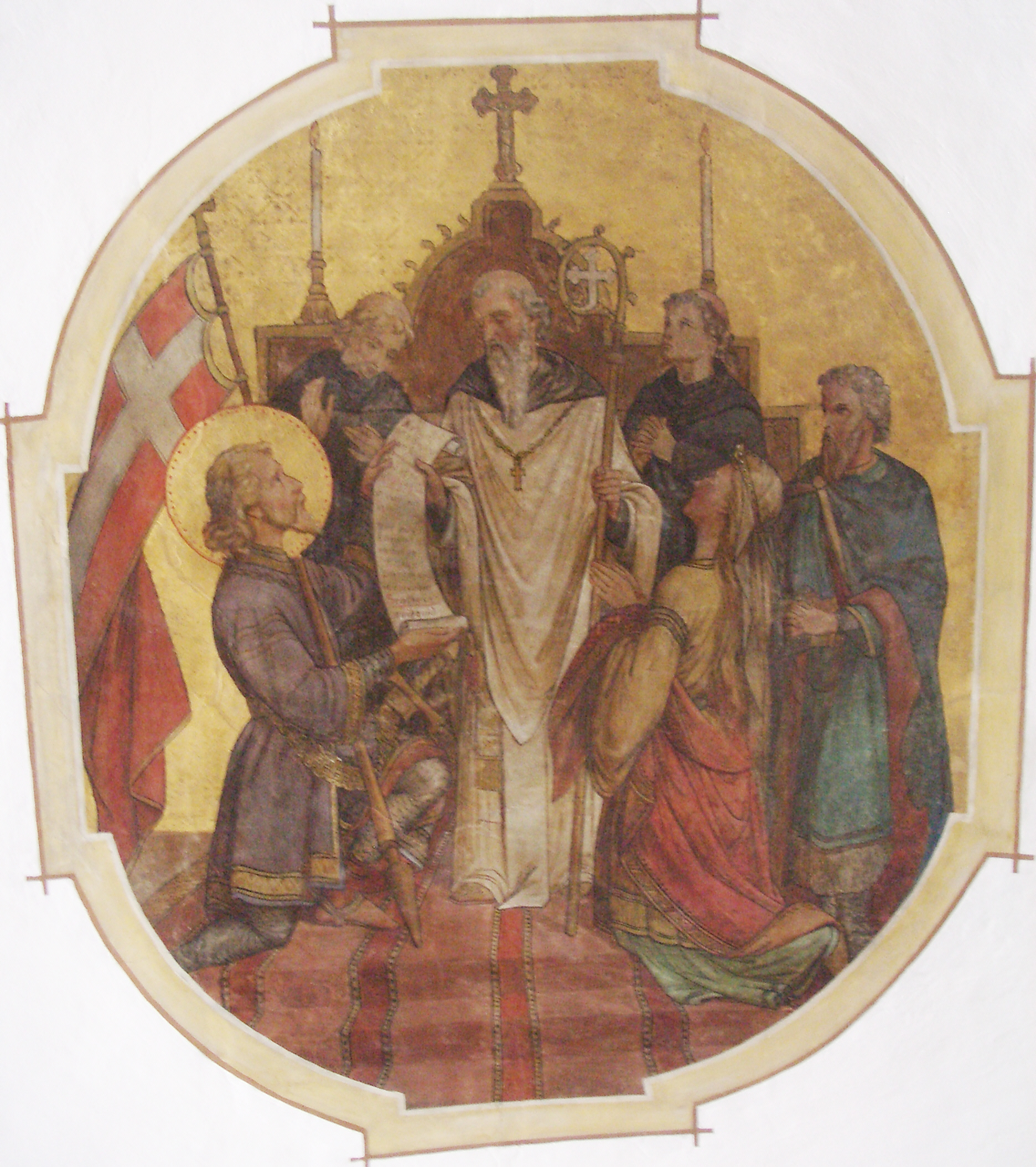
Übergabe der Schenkungsurkunde durch Ritter Arnold und dessen Gemahlin an den Abt von Kloster Allerheiligen, Deckengemälde (um 1900) in der Arnoldkapelle der Pfarrkirche Hiltensweiler

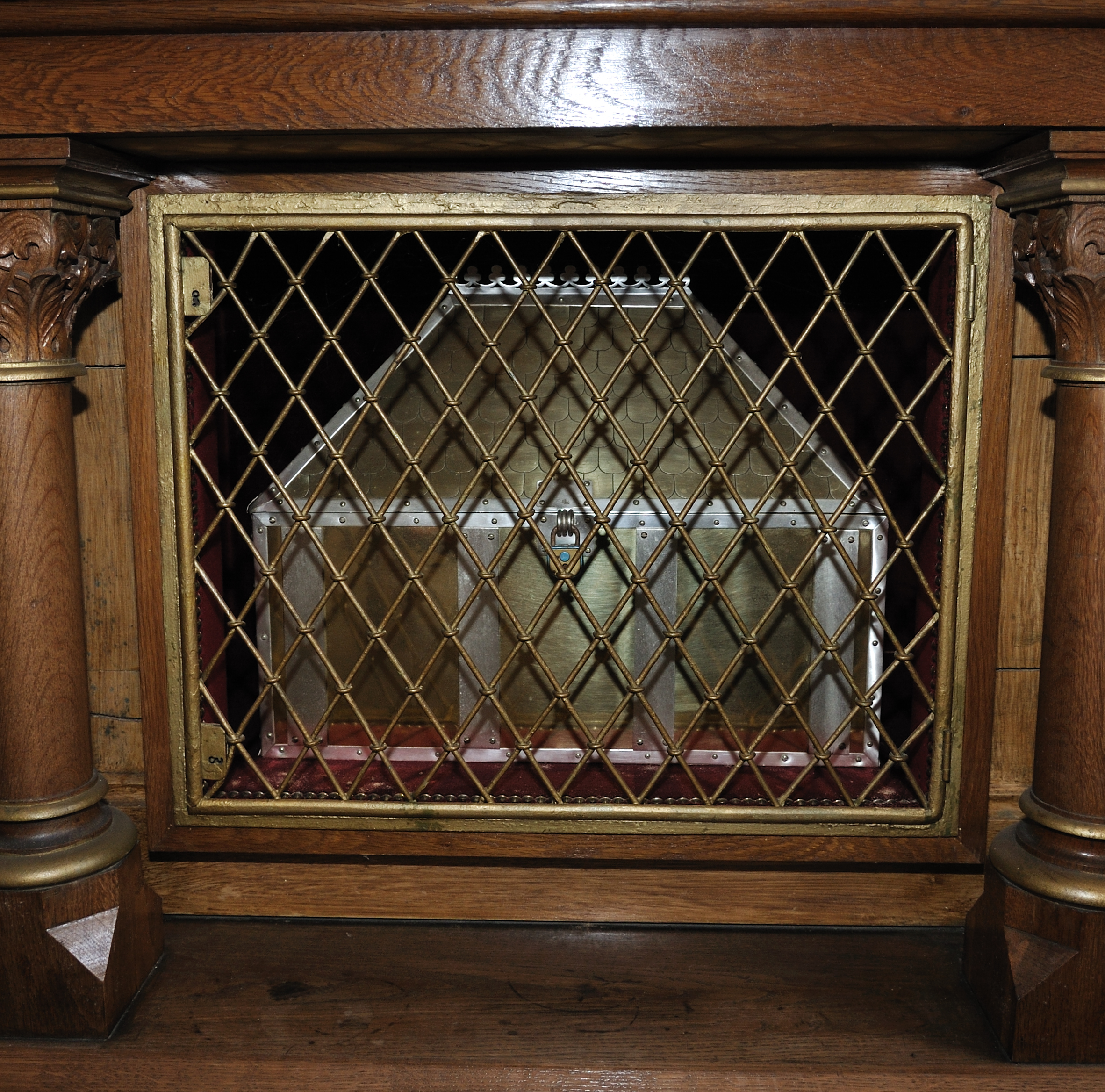
Reliquiar mit den Gebeinen des Ritters Arnold in der Pfarrkirche Hiltensweiler

Arnold von Hiltensweiler (* 11. Jahrhundert; † nach 1127 wohl in Hiltensweiler, heute zu Tettnang) war ein deutscher Adliger und Klostergründer. Er wird lokal als Heiliger verehrt.

## Leben
Arnold ist ein zwischen 1100 und 1127 bezeugter Ortsadliger. Seine Herkunft und seine Verwandtschaftsverhältnisse liegen im Dunkeln. Mehrfach bezeugte er Urkunden, die das Kloster Allerheiligen in Schaffhausen betrafen, so 1100 in Riedöschingen eine Stiftung Burkhards von Nellenburg, im April und im Juni 1112 drei Stiftungen in Schaffhausen und am 11. November 1122 einen Gütertausch mit dem Bischof von Bamberg. 1116 war er Mitglied einer von Herzog Friedrich II. von Schwaben anberaumten Versammlung von Adligen in Rottenacker.
Arnold und seine Frau Junzela (auch Gunzila) stifteten in Hiltensweiler im Januar 1122 eine der Gottesmutter geweihte Benediktinerpropstei. Ein Konzept der Stiftungsurkunde an das Kloster Allerheiligen in Schaffhausen vom 6. Januar 1122 ist im Stadtarchiv Schaffhausen erhalten, eine Urkundenabschrift des 15. Jahrhunderts im Kopialbuch des Klosters Langnau (heute Staatsarchiv Stuttgart). Zur Stiftung gehörte der Grundbesitz Arnolds in Hiltensweiler, Esseratsweiler, Bleichnau, Ober- und Unterlangnau, Rappertsweiler, Wielandsweiler, Echetweiler und Steinenbach und die Weiler Umgangs und Immen (Niederstaufen). Im Gegenzug sollten Benediktinermönche aus Schaffhausen die Zelle besiedeln und in Hiltensweiler einen geregelten Gottesdienst ermöglichen.
Zuletzt wird Arnold am 12. Juli 1127 urkundlich genannt, als er in Ochsenhausen eine Stiftung bezeugte.

## Legende
Die Überlieferung, Arnold sei als Kreuzfahrer nach Palästina gezogen, wird zwar durch eine mittelalterliche Abbildung Arnolds mit dem Beinamen „eques auratus“ gestützt, ist aber nicht nachweisbar. Durch die Kinderlosigkeit des Ehepaars mag die Überlieferung inspiriert sein, Arnold und seine Gattin Junzela hätten nach der Heimkehr vom Kreuzzug eine Josefsehe geführt.
Die Legende besagt, dass Arnold bestimmt habe, an dem Ort beerdigt zu werden, an dem zwei mit seinem Leichnam beladene junge Ochsen ihn hinbringen würden. Da die Ochsen in Hiltensweiler stehen geblieben sein sollen, sei er in der von ihm errichteten Kirche bestattet worden. 1886 wurde bei Grabungen der örtlichen Pfarrei in der Kirche ein Grab identifiziert. Die gefundenen Gebeine wurden in einem Reliquiar in einer Mauernische der Arnoldkapelle der Pfarrkirche in Hiltensweiler beigesetzt.

## Verehrung
1179 wurde die Propstei Hiltensweiler als Tochterkloster des Schaffhauser Klosters päpstlich anerkannt. Um 1200 siedelten die Mönche nach Langnau über, das unterhalb des auf einer Anhöhe gelegenen Hiltensweiler im Argental liegt. Die von Arnold gestiftete Propstei wurde so zur Keimzelle des Klosters Langnau, das die Verehrung Arnolds bis zu seiner Auflösung 1786/1787 aufrechterhielt. Der Gedenktag Arnolds wird lokal am 1. Mai begangen. Arnolds Gebeine in der Kirche in Hiltensweiler und das „Arnoldsbrünnele“ im Wald nahe Bleichnau sind noch heute Wallfahrtsziele.
In der lokalen Kunst wird er als Ritter mit Fahne und Kirchenmodell dargestellt. Die Fahne nimmt Bezug auf die Kreuzfahrer-Überlieferung, das Kirchenmodell symbolisiert die Stiftung von Kloster und Kirche in Hiltensweiler.
Die Grundschule in Hiltensweiler trägt den Namen Ritter-Arnold-Schule.